# Neogamasellevans serrata
Neogamasellevans serrata är en spindeldjursart som beskrevs av Wolfgang Karg 1975. Neogamasellevans serrata ingår i släktet Neogamasellevans och familjen Ologamasidae. Inga underarter finns listade i Catalogue of Life.